# 平成・南部藩
平成・南部藩とは南部氏ゆかりの自治体が結成したバーチャル合併により設立した架空の自治体である。

## 沿革
1983年に遠野市長と八戸市長が互いに意気投合したのをきっかけに南部氏にゆかりの深い自治体で交流を深めようという話が持ち上がり、山梨県や青森県、岩手県の各自治体に呼び掛け、「南部首長会議」として発足したのが始まりである。その後2006年に発展する形で結成された。南部氏のえにしを大切に思い、情報発信していくとともに、交流を通したまちづくりに取り組む。
令和元年5月1日に、元号が令和にされたことから、名称を「令和・南部藩」と改めた。

## 概要
平成南部藩　概要
| 領民（人口）                 | 面積                                  | 石高    |
| ---------------------------- | ------------------------------------- | ------- |
| 68万7000人（2005年国勢調査） | 36万1488町（3585.02平方キロメートル） | 1千万石 |

- ※石高は2000年市町内純生産(1兆479億900万円)を基に1石10万円として換算

## 参加自治体
山梨県
- 南部町
- 身延町

青森県
- 南部町
- 八戸市
- 七戸町
- 三戸町

岩手県
- 二戸市
- 盛岡市
- 遠野市